# Concours inter-universitaire de débat de La Haye
 (octobre 2024).
 (octobre 2024).
Le Concours Inter-Universitaire de Débat de La Haye, également appelé le « Concours de La Haye », est une compétition annuelle de débat en langue française. Cette compétition réunit des étudiants francophones issus d’établissements d’enseignement supérieur du monde entier pour débattre de sujets en lien avec des questions et des événements touchant la Francophonie, dans un cadre compétitif. La compétition, qui se tient chaque année depuis 2022, est organisée par la Fondation Corax, basée à La Haye, aux Pays-Bas. Le concours est soutenu par l'Agence Universitaire de la Francophonie, l'Institut français aux Pays-Bas et avec une coopération avec Air France-KLM Global Meetings & Events pour le voyage des finalistes à La Haye. Elle fait partie des plus grandes competitions inter-universitaires au monde et elle est actuellement la seule compétition francophone de débats par équipe pour étudiants provenant de plusieurs continents.

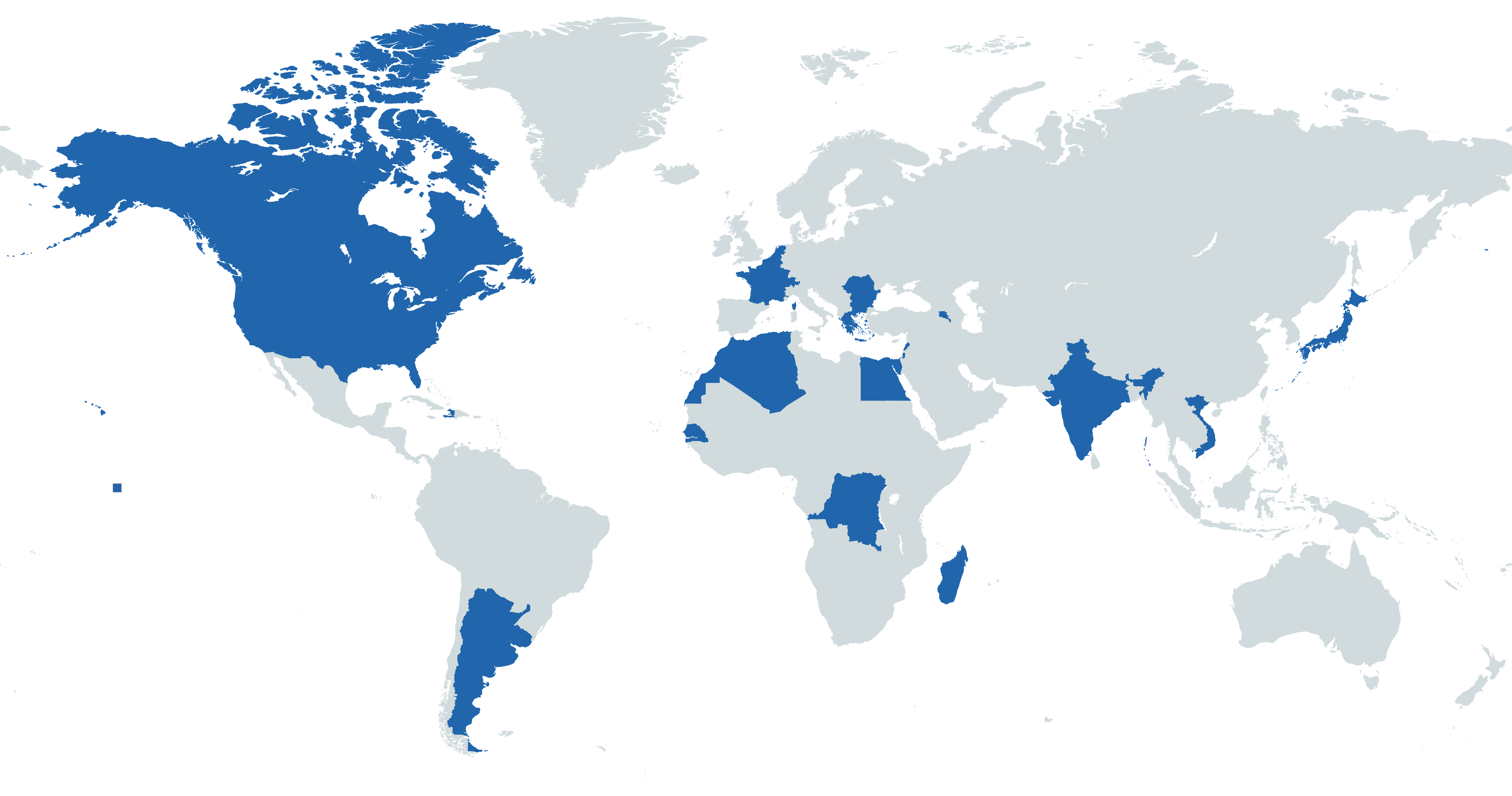
Pays dont les Universités participent au Concours Inter-Universitaire de Debat de La Haye (2024)

## Vainqueurs et records
| Année | Champion                                         | Finaliste                                    | Demi-finalistes                                                                         | Meilleur orateur/oratrice        |
| ----- | ------------------------------------------------ | -------------------------------------------- | --------------------------------------------------------------------------------------- | -------------------------------- |
| 2022  | Université de Tours (France)                     | Université Saint-Joseph de Beyrouth, (Liban) |                                                                                         | Enzo Daugy (Université de Tours) |
| 2023  | Université de la Polynésie française, (Tahiti)   |                                              | Université Catholique de Madagascar(Madagascar), Université d'Antananarivo (Madagascar) |                                  |
| 2024  | Université Catholique de Madagascar,(Madagascar) | Université Catholique de Lille, (France)     |                                                                                         |                                  |

## Pays participants
| Pays / Organisation              | Nombre de victoires | Universités participantes                                                   |
| -------------------------------- | ------------------- | --------------------------------------------------------------------------- |
| France                           | 1                   | Université de Poitiers, Université catholique de Lille, Université de Tours |
| Madagascar                       | 1                   | Université Catholique de Madagascar,, Université d'Antananarivo,            |
| Polynésie française              | 1                   | Université de la Polynésie Française,                                       |
| Grèce                            | 0                   | Université Panteion                                                         |
| République Démocratique du Congo | 0                   | Université Protestante au Congo                                             |
| Liban                            | 0                   | Université Saint-Joseph de Beyrouth                                         |
| Uruguay                          | 0                   | Université de la République d'Uruguay                                       |
| Algérie                          | 0                   | Université Mouloud Mammeri de Tizi-Ouzou,                                   |

## Palmarès
Les vainqueurs du concours viennent de divers horizons universitaires. Lors de l’édition inaugurale de 2022, c’est l’Université de Tours qui a remporté la compétition. Depuis, d’autres institutions, telles que l’Université de la Polynesie Française et l’Université Catholique de Madagascar,,, ont été couronnées.